# Antenal
Antenal – wieś w Chorwacji, w żupanii istryjskiej, w mieście Novigrad. W 2011 roku liczyła 152 mieszkańców.